# Nico Zager
Nico Zager (* 5. März 1994 in Frankfurt (Oder)) ist ein deutscher Volleyballspieler.

## Karriere
Zager spielte zunächst Fußball, bevor er 2007 nach dem Vorbild seiner Mutter zum Volleyball wechselte. Er begann seine Karriere beim TSV Rudow 1888. 2009 wechselte er zum SCC Berlin. Gleichzeitig wurde der frühere Außenangreifer zum Diagonalspieler. Beim SCC war er zunächst in der Berlin-Liga aktiv. Dann erhielt er ein Doppelspielrecht und wurde hauptsächlich beim VC Olympia Berlin eingesetzt. 2012 nahm er mit der deutschen Junioren-Nationalmannschaft an der Europameisterschaft in Dänemark und Polen teil. Anschließend wechselte er zum Bundesligisten TV Rottenburg. In der Saison 2014/15 spielte Zager beim Zweitligisten TSV GA Stuttgart.